# Сущёво (село, Костромская область)
Сущёво — село в Костромском районе Костромской области. Административный центр Сущёвского сельского поселения.

## География
Расположено на территории бывшего Сущевского стана, пересеченного Вологодским трактом из Владимира через Кострому в Вологду. По этому тракту доставлялись грузы с Волги в Вологду, а оттуда по рекам Вологде, Сухоне, Двине в Архангельск.

## История
Было церковным погостом, в 1609 году его разорили поляки, проходившие из Любима на Кострому. На погосте был похоронен костромской воевода B.C. Корсаков. Здесь сохранялась его гробница, обнесённая деревянной оградой.
Рождественскую церковь в Сущеве в 1764 году построил местный помещик И.Г.Зюзин. Предание так объясняет название села. Перед Сущевым есть гора Меснящина, у которой разбойники грабили проходившие по тракту обозы, и место это в народе считалось нечистым. Народ решил это место освятить, построив здесь церковь. Священник установил на месте будущей церкви икону, но она «из грешного места чудесным образом перешла в соседнее болото». Поп тогда сказал: «Сущее место Господь благословляет и храму тут стоять». От слова «сущее» село якобы и получило свое название.

## Население
| 2008 | 2010  | 2014  |
| ---- | ----- | ----- |
| 1429 | ↘1323 | ↗1445 |